# Список бакинской городской скульптуры
Список бакинской городской скульптуры представляет собой перечень всех самостоятельных произведений скульптуры, установленных на улицах или площадях, в парках или скверах столицы Азербайджана, города Баку, включая утраченные (выделены курсивом). В список не включены произведения пластики, созданные как элементы других объектов: например, фигуры или композиции, украшающие фонтаны или установленные на зданиях. В список не включены декоративная парковая скульптура (изваяния, не являющиеся самодостаточными произведениями искусства) и надгробные памятники, находящиеся на бакинских городских кладбищах. В списке также отсутствуют различные мемориальные сооружения или памятники, не являющиеся произведениями скульптуры (например, памятные камни или знаки, памятники архитектуры, а также различная техника, установленная на постаментах).

## Скульптурные памятники выдающимся людям
| Персонаж                          | Год установки | Местоположение | Авторы (скульпторы; архитекторы)                               | Фото | Примечания |
| --------------------------------- | ------------- | --- | -------------------------------------------------------------- | ---- | --- |
| Мирза Алекпер Сабир (статья)      | 1922          | ул. Коммунистическая (ныне — ул. Истиглалият). В одноимённом сквере                                                                      | Яков Кейлихис; Я. Сырыщев                                      |      | Это был первый скульптурный памятник, установленный в Баку. Установлен в связи с 10-летием со дня смерти поэта. В 1958 году на месте этого памятника был установлен другой памятник Сабиру. А сам памятник был установлен в Балаханы, в садике имени поэта, перед зданием бывшей школы, где он работал учителем  |
| 26 бакинских комиссаров (статья)  | 1923          | Площадь 26-ти бакинских комиссаров (ныне — сад Сахиль)                                                                                   | Елизавета Трипольская; И. Палевич                              |      | Установлен к 5-летию со дня гибели 26-ти бакинских комиссаров. В 1958 году был заменён другим памятником |
| Владимир Ленин (статья)           | 1924          | посёлок им. Степана Разина (ныне — посёлок имени Бакиханова)                                                                             | рабочий, скульптор-самоучка                                    |      | |
| Мирза Фатали Ахундов (статья)     | 1930          | На пересечении улиц Ахмеда Джавада, Бунията Сардарова и Лермонтова. В одноимённом сквере                                                 | Пинхос Сабсай                                                  |      | |
| Сергей Киров (статья)             | 1939          | Парк им. С. М. Кирова (ныне — Аллея шахидов)                                                                                             | Пинхос Сабсай; Лев Ильин                                       |      | После событий 20 января 1990 года в Нагорном парке были похоронены жертвы трагедии, а также погибшие на Первой карабахской войне, а памятник Кирову был демонтирован. В помещении бывшего ресторана «Дружба», на месте, где стоял памятник, планируется открыть Музей свободы.                                   |
| Иосиф Сталин (статья)             |               | Перед Музеем истории большевистских организаций Азербайджана им. И. В. Сталина                                                           | Арх. Р. А. Бояджиан                                            |      | Памятника перед зданием в настоящее время нет. Музей им. И. В. Сталина стал зданием для Дворца пионеров и школьников им. Юрия Гагарина, а нынче здесь размещён Детско-юношеский творческий центр им. Тофика Исмайлова.                                                                                           |
| Иосиф Сталин (статья)             |               | Около железнодорожного вокзала (бывшего Тифлисского).                                                                                    |                                                                |      | |
| Иосиф Сталин (статья)             |               | В посёлке Бакиханов, около школы № 78 |                                                                |      | |
| Серго Орджоникидзе (статья)       |               | У здания Бакинского пехотного училища имени Серго Орджоникидзе                                                                           |                                                                |      | |
| Ази Асланов (статья)              | 1948          | Аллея шахидов | Фуад Абдурахманов; Л. Гонсиоровский                            |      | |
| Низами Гянджеви (статья)          | 1949          | На пересечении улиц Истиглалият, Ахмеда Джавада, Азербайджан и Ислама Сафарли. Перед зданием Музея азербайджанской литературы им. Низами | Фуад Абдурахманов; Садых Дадашев, Микаэль Усейнов              |      | |
| Владимир Ленин (статья)           | 1955          | пл. 11-й Красной Армии (ныне — пл. Азадлыг). На здании Дома правительства Азербайджана                                                   | Джалал Каръягды; Лев Руднев                                    |      | В 1991 году памятник был заменён на государственный флаг Азербайджанской Республики |
| Мирза Алекпер Сабир (статья)      | 1958          | ул. Истиглалият. В одноимённом сквере | Джалал Каръягды; Г. Ализаде, А. Исмайлов                       |      | С 1922 по 1958 год на этом месте стоял другой памятник поэту |
| Хуршидбану Натаван (статья)       | 1960          | На пересечении улиц Мамед Амина Расулзаде и Азиза Алиева. Перед кинотеатром «Азербайджан»                                                | Омар Эльдаров; Э. Исмайлов, Ф. Леонтьева                       |      | |
| Узеир Гаджибеков (статья)         | 1960          | ул. Шамси Бадалбейли. Перед зданием Бакинской музыкальной академии                                                                       | Токай Мамедов; Г. Мухтаров                                     |      | |
| Самед Вургун (статья)             | 1961          | ул. Пушкина | Фуад Абдурахманов; Микаэль Усейнов                             |      | |
| Физули (статья)                   | 1962          | Перед зданием Азербайджанского драматического театра. На площади Физули                                                                  | Токай Мамедов, Омар Эльдаров; Г. Мухтаров                      |      | |
| Микаил Мушфиг (статья)            | 1968          | пр. Иншаатчылар | Минаввар Рзаева; Ш. Зейналова                                  |      | |
| 26 бакинских комиссаров (статья)  | 1968          | Площадь 26-ти бакинских комиссаров (ныне — сад Сахиль)                                                                                   | Ибрагим Зейналов, Ниджат Мамедов; Г. А. Алескеров, А. Гусейнов |      | Демонтирован в январе 2009 года |
| Нариман Нариманов (статья)        | 1972          | пр. Наримана Нариманова | Джалал Каръягды; Т. Абдуллаев, Гадимов                         |      | |
| Мехти Гусейн-заде (статья)        | 1973          | На пересечении Тбилисского проспекта и ул. Бакиханова                                                                                    | Фуад Абдурахманов; Микаэль Усейнов                             |      | |
| Степан Шаумян (статья)            | 1975          | На пересечении улиц Баринова (ныне — ул. Юсифа Сафарова) и Тельнова (ныне — пр. Ходжалы)                                                 | Пинхос Сабсай; Микаэль Усейнов                                 |      | Снесён |
| Мешади Азизбеков (статья)         | 1976          | Ясамальский район | Токай Мамедов; Г. Мухтаров                                     |      | За создание памятника скульптор Токай Мамедов в 1978 году был удостоен Государственной премии СССР. В ночь с 25 на 26 апреля 2009 года памятник был демонтирован |
| Карл Маркс (статья)               | 1980          | На пересечении пр. Ленина (ныне — пр. Азадлыг) и ул. Мехти Гусейна                                                                       | Ибрагим Зейналов; Микаэль Усейнов                              |      | В 1992 году памятник был снесён и перевезён во внутренний двор здания Бакинского Горкома партии (ныне — 2-й корпус Музея искусств) |
| Насими (статья)                   | 1980          | На пересечении улиц Самеда Вургуна и Низами                                                                                              | Токай Мамедов и Ибрагим Зейналов; А. Гусейнов и Г. Мухтаров    |      | |
| Прокофий Джапаридзе (статья)      | 1980          | на пересечении проспектов Ленина (ныне — Азадлыг) и Вагифа                                                                               | Омар Эльдаров; Р. Алиев                                        |      | После установления независимости Азербайджана, памятник был демонтирован. В 2012 году на этом месте был установлен памятник Кёроглы |
| Джафар Джаббарлы (статья)         | 1982          | пр. Азадлыг, у станции метро «28 мая» | Мирали Миркасимов; Юсиф Кадымов                                |      | |
| Гасан-бек Зардаби (статья)        | 1983          | Ичери-шехер, перед зданием Главной редакции Азербайджанской национальной энциклопедии (улица Бёюк Гала, 41)                              | Эльмира Гусейнова; З. Гулиева                                  |      | |
| Айна Султанова (статья)           | 1985          | пр. Ататюрка | Минаввар Рзаева                                                |      | |
| Шах Исмаил Хатаи (статья)         | 1993          | На пересечении улиц Юсиф Сафарова и Мехди Мехдизаде                                                                                      | Ибрагим Зейналов, З. Мехдиев; П. Гусейнов, Г. Алиев            |      | |
| Гусейн Джавид (статья)            | 1993          | пр. Гусейна Джавида, перед зданием Академии наук Азербайджана, в одноимённом парке                                                       | Омар Эльдаров; Юсиф Гадимов, Расим Алиев                       |      | |
| Юсиф Мамедалиев (статья)          | 1998          | ул. Истиглалият, рядом со зданием Президиума Академии наук Азербайджана                                                                  | Акиф Аскеров; Э. Асадов                                        |      | |
| Хагани Ширвани (статья)           | 2000          | ул. Низами, перед торговым центром, носящим имя поэта                                                                                    | Ибрагим Зейналов                                               |      | |
| Александр Пушкин (статья)         | 2001          | ул. Пушкина | Юрий Орехов                                                    |      | |
| Азим Азимзаде (статья)            | 2002          | Ичери Шехер, в парке искусств | Омар Эльдаров                                                  |      | Работы по установке памятника были начаты ещё в конце 1980-х годов в сквере около Дворца Ленина (ныне — Дворец имени Гейдара Алиева), но официальное открытие, приуроченное к визиту в Баку Мистислава Ростроповича, состоялось лишь в марте 2002 года. В декабре 2011 года памятник был перенесен в Ичери-шехер |
| Тофик Бахрамов (статья)           | 2004          | Перед Республиканским стадионом, носящим его имя                                                                                         | Мамед Ниджат Салахов                                           |      | |
| Гейдар Алиев (статья)             | 2005          | Перед Дворцом имени Гейдара Алиева, в одноимённом парке                                                                                  | Салават Щербаков и Михаил Ногин                                |      | Одним из соавторов памятника является Мехрибан Алиева. Сам памятник из бронзы и гранита был изготовлен в Москве |
| Джордже Энеску (статья)           | 2007          | В сквере в 8-м микрорайоне | Натик Алиев                                                    |      | |
| Алишер Навои (статья)             | 2008          | На пересечении проспекта Азадлыг и улицы Наджафа Нариманова                                                                              |                                                                |      | Сам памятник создан в Узбекистане местными скульпторами, а постамент изготовлен в Азербайджане |
| Тарас Шевченко (статья)           | 2008          | пр. Азадлыг, 91/23 | Игорь Гречаник                                                 |      | |
| Ататюрк (статья)                  | 2010          | На пересечении улиц Самеда Вургуна и Бакиханова. Напротив турецкого посольства                                                           | Омар Эльдаров                                                  |      | |
| Зивер-бек Ахмедбеков (статья)     | 2011          | У станции метро «Низами Гянджеви», в одноимённом парке                                                                                   | Натик Алиев                                                    |      | |
| Аббас Кули Ага Бакиханов (статья) | 2011          | пос. Бакиханова |                                                                |      | |
| Вольфганг Амадей Моцарт (статья)  | 2011          | | Натик Алиев; Чингиз Фарзалиев                                  |      | |
| Фикрет Амиров (статья)            | 2011          | На пересечении улиц Фикрета Амирова и Хагани                                                                                             | Намик Дадашев                                                  |      | |
| Кёроглы (статья)                  | 2012          | на пересечении проспектов Азадлыг и Вагифа                                                                                               | Токай Мамедов                                                  |      | Памятник установлен на месте снесённого памятника Прокофия Джапаридзе |
| Бюльбюль (статья)                 | 2012          | На пересечении улицы Бюльбюля и Низами                                                                                                   | Акиф Аскеров                                                   |      | |
| Никола Тесла (статья)             | 2013          | На пересечении проспекта Азадлыг и улицы Сулеймана Рагимова                                                                              | Омар Эльдаров; Санан Саламзаде                                 |      | |
| Кара Караев (статья)              | 2014          | На улице 28 Мая | Фазиль Наджафов                                                |      | |
| Рашид Бейбутов (статья)           | 2016          | На улице Рашида Бейбутова, перед Государственным театром песни                                                                           | Фуад Салаев                                                    |      | |
| Ниязи (статья)                    | 2017          | На улице Ниязи, в парке | Омар Эльдаров; Эльбай Гасымзаде                                |      | |
| Альберт Агарунов (статья)         | 2019          | Наримановский район | Омар Эльдаров                                                  |      | |
| Гаджи Зейналабдин Тагиев (статья) | 2022          | Сабаильский район, перед станцией метро «Ичеришехер»                                                                                     | Ханлар Ахмедов                                                 |      | |
| Чингиз Айтматов (статья)          | 2024          | | Натик Алиев                                                    |      | |

### Памятники-бюсты
| Персонаж                    | Год установки | Местоположение                                                                        | Авторы (скульпторы; архитекторы)            | Фото | Примечания                                                                                 |
| --------------------------- | ------------- | ------------------------------------------------------------------------------------- | ------------------------------------------- | ---- | ------------------------------------------------------------------------------------------ |
| Карл Маркс (статья)         | 1920          | площадь имени Карла Маркса (ныне — Площадь Фонтанов)                                  | Яков Кейлихис                               |      | Это был первый в Закавказье памятник Карлу Марксу                                          |
| Фридрих Энгельс (статья)    | 1920-е        | Приморский бульвар                                                                    |                                             |      | На памятнике видна надпись арабскими буквами на азербайджанском языке: ЭНГЕЛЬС             |
| Борис Ванников (статья)     | 1982          | посёлок Баилово                                                                       | Д. Народицкий; Ф. Новиков                   |      | Бюст на родине дважды Героя Социалистического Труда                                        |
| Рамиз Керимов (статья)      | 1980-е        | Низаминский район, улица Рустама Рустамова                                            |                                             |      |                                                                                            |
| Муслим Магомаев (статья)    |               | ул. Истиглалият                                                                       | Омар Эльдаров                               |      |                                                                                            |
| Габибулла Гусейнов (статья) |               | ул. Ибрагимпаши Дадашева                                                              |                                             |      |                                                                                            |
| Ази Асланов (статья)        |               | посёлок имени Ази Асланова                                                            |                                             |      |                                                                                            |
| Юсиф Мамедалиев (статья)    |               | пр. Ходжалы, перед зданием Института нефтехимических процессов                        |                                             |      |                                                                                            |
| Дмитрий Менделеев (статья)  |               | пр. Ходжалы, перед зданием Института нефтехимических процессов                        |                                             |      |                                                                                            |
| Алиага Вахид (статья)       | 1990          | Ичери-шехер                                                                           | Рагиб Гасанов, Натик Алиев; Санан Саламзаде |      | Изначально был установлен в саду около филармонии. В 2008 году был перенесён в Ичери-шехер |
| Кафур Мамедов (статья)      |               | посёлок Баилово                                                                       |                                             |      |                                                                                            |
| Гюльтекин Аскерова (статья) |               | Наримановский район                                                                   |                                             |      |                                                                                            |
| Гейдар Алиев (статья)       | 2004          | В парке перед зданием Бакинского завода глубоководных оснований имени Гейдара Алиева. | Омар Эльдаров (скульптор)                   |      |                                                                                            |
| Эльдар Халилов (статья)     | 1990-е        | посёлок Бакиханов                                                                     |                                             |      |                                                                                            |
| Гейдар Алиев (статья)       | 2013          | При входе в здание исполнительной власти Бинагадинского района Баку.                  |                                             |      |                                                                                            |
| Николай Байбаков (статья)   | 2017          | посёлок Сабунчи                                                                       |                                             |      |                                                                                            |

### Памятники-барельефы
| Персонаж                | Год установки | Местоположение                                                   | Авторы (скульпторы; архитекторы)               | Фото | Примечания                  |
| ----------------------- | ------------- | ---------------------------------------------------------------- | ---------------------------------------------- | ---- | --------------------------- |
| Севиль Газиева (статья) | начало 1970-х | ул. Бакиханова, около здания российского посольства              | Минаввар Рзаева; Ш. Зейналов                   |      | Реконструирован в 2002 году |
| Рихард Зорге (статья)   | 1981          | На пересечении улиц Самеда Вургуна и Вагифа, в одноимённом парке | Владимир Цигаль; Р. Алиев, Л. Павлов, Ю. Дубов |      |                             |

## Монументы и мемориалы
| Название                                      | Год установки | Местоположение | Авторы (скульпторы; архитекторы)                  | Фото | Примечания |
| --------------------------------------------- | ------------- | --- | ------------------------------------------------- | ---- | --- |
| «Освобождённая женщина»                       | 1960          | На развилке улиц Шихали Гурбанова и Джафара Джабарлы. | Фуад Абдурахманов                                 |      | Памятник изображает женщину, снимающую чадру |
| «Бакинский рабочий»                           | 1930-е        | На пересечении улиц М. Алиева и Р. Рустамова (недалеко от станции метро «Нефтчиляр»)                                                                           |                                                   |      | Первоначально скульптура была установлена на пл. Свободы (впоследствии переименованной в сквер им. 26 Бакинских комиссаров), затем на бывшем Рабочем, ныне — Нобелевском проспекте                                                       |
| Памятник XI Красной армии                     | 1980          | На территории Ясамальского района, около станции метро «Площадь 11-й Красной армии» (ныне — станция метро «20 Января»)                                         | Токай Мамедов; А. Суркин                          |      | После трагедии Чёрного января этот памятник был убран, а на его месте в 2010 году был установлен памятник жертвам 20 января |
| Памятник павшим в Великой Отечественной войне |               | В парке имени Рихарда Зорге |                                                   |      | Изначально памятник располагался перед зданием Исполнительной власти Насиминского района. В январе 2012 года в связи с постройкой нового здания Исполнительной власти памятник был демонтирован и установлен в парке имени Рихарда Зорге |
| «Высвобождающаяся энергия»                    | 1998          | Тбилисский проспект | Георгий Джапаридзе; Гасымзаде                     |      | |
| Монумент «Вечный огонь»                       | 1998          | Аллея шахидов |                                                   |      | |
| Памятник жертвам Ходжалинской резни           | 2008          | В сквере около станции метро «Хатаи» | Теймур Рустамов, Аслан Рустамов и Махмуд Рустамов |      | Памятник установлен в память о жертвах Ходжалинской резни 1992 года. На месте памятника стоял другой монумент, созданный в 1993 году, и который был значительно меньше по размерам нынешнего                                             |
| Памятник жертвам 20 января                    | 2010          | На территории Ясамальского района, на пересечении улиц Гасанбека Зардаби и Музаффара Гасанова, у дорожного кольца «20 Января», около станции метро «20 января» | Джаваншир Дадашев, Азад Алиев; Адалят Мамедов     |      | На кругу, у которого сооружен памятник в советские годы стоял памятник в честь XI Красной Армии. После трагедии Чёрного января этот памятник был убран                                                                                   |
| Памятник «Китаби-Деде Горгуд»                 | 2013          | Наримановский район, Парк Деде Горгуда | Гёруш Бабаев                                      |      | Памятник посвящён огузскому народному эпосу «Китаби-Деде Горгуд» |

## Стелы и обелиски
| Название                      | Год установки | Местоположение                                                                               | Авторы (скульпторы; архитекторы) | Фото | Примечания |
| ----------------------------- | ------------- | -------------------------------------------------------------------------------------------- | -------------------------------- | ---- | --- |
| Памятник Цицианову            | 1846          | Цициановский сквер (ныне — садик во дворе главного офиса банка «Стандарт», бывш. «Азернешр») |                                  |      | Памятник был установлен «иждивением и усердием» гражданина Томаса Айвазова на месте убийства 8 февраля 1806 г. князя Цицианова. Памятник представлял собой стелу с помещенными на ней перекрещеными кинжалом и пистолетом, на пьедестале, к которому вели две лестницы. В советские годы памятник был уничтожен |
| Памятник турецким воинам      | 1999          | Аллея шахидов                                                                                | Гусейн Бутунер (архитектор)      |      | Мемориал установлен в память о турецких солдатах Кавказской исламской армии, погибших в боях за Баку в 1918 году |
| Памятник Независимости (Баку) | 2007          | ул. Истиглалият                                                                              |                                  |      | Мемориал установлен в память о провозглашении Азербайджанской Демократической Республики. На памятнике на азербайджанском языке латинским и арабским шрифтами выгравирован текст Декларации независимости Азербайджана, составленный 28 мая 1918 года                                                           |